# Friedrich Mann (Christian Buddenbrook)

Friedrich Mann, die Vorlage für Christian Buddenbrook

Friedrich Wilhelm Leberecht Mann (* 16. September 1847 in Lübeck; † 31. März 1926 ebenda, genannt Friedel Mann) war ein Onkel von Heinrich und Thomas Mann und diente letzterem als Vorlage für die Figur des Christian Buddenbrook in seinem 1901 veröffentlichten Roman Buddenbrooks.

## Leben und Romanfigur
Im Roman wird er als hypochondrischer Nichtstuer dargestellt, der die Familie mit detaillierten Beschreibungen seiner Leiden – an seiner linken Seite seien einfach „alle Nerven zu kurz“ – und Wahnvorstellungen belästigt und seinen Bruder Thomas zur Verzweiflung treibt, weil er auch Gedankengänge, die dieser sich kaum gestattet, in Worte fasst. Er wird schließlich auf Betreiben seiner Frau, der Theaterstatistin Aline Puvogel, in eine geschlossene Anstalt abgeschoben.
Im Gegensatz zu anderen Figuren des Romans, wie zu Tony Buddenbrook, liegen zur Figur des Christian nur wenige vorbereitende Notizen von Thomas Mann vor. Möglicherweise wusste dieser über das Leben seines Onkels nur in groben Zügen Bescheid, weil die Krankengeschichte innerhalb der Familie tabuisiert wurde.
Heute weiß man, dass Friedrich Mann schon als junger Mann in ärztlicher Behandlung war – jedoch zunächst nicht wegen eines Geistesleidens, sondern wegen einer „Varicocele“, einer „ausgedehnte[n] Krampfader der Venen, die beide Samenleiter im Hodensack des Manns begleiten“. Er suchte deshalb zunächst die Kaltwasserheilanstalt Marienberg in Boppard auf, danach – möglicherweise hat damit sein Aufenthalt im Haushalt seiner Schwester Elisabeth im Jahr 1875 zu tun – das Katharinenhospital in Stuttgart, wo eine Behandlung per Glüheisen erfolgte. 1876 trat er eine Kur in Bad Boll an. Noch im gleichen Jahr, am 24. Juli, wurde er in die Heilanstalt Kennenburg eingeliefert. Im Kennenburger Archiv sind Krankenakten erhalten geblieben, die doch deutlich an die Buddenbrooks erinnern: „Eine große hypochondrische Disposition“ wird ihm dort bescheinigt, außerdem habe er eine „Leidenschaft für das Tanzen“. „Ein wahrer Drang, stets von seinen Leiden zu sprechen, Mangel an ordentlicher Arbeitslust und Arbeitskraft, die ihn alles beginnen und nichts vollenden“ lasse, machten den Patienten „zu keinem angenehmen Gesellschafter“. Auch optisch seien Besonderheiten an Friedrich Mann festzustellen: „Die linke Gesichtshälfte erscheint zusammengezogen, das linke Auge ist kleiner.“ Im Dezember 1876 verließ Friedrich Mann die Heilanstalt wieder und kehrte nach Lübeck zurück; er galt jedoch niemals als geheilt und starb schließlich auch in der Heilanstalt Strecknitz.
Nachdem das Buch seines Neffen 1901 auf den Markt gekommen war und insbesondere in Lübeck natürlich als Schlüsselroman gelesen wurde, ließ Friedrich Mann nach zwölf Jahren im Oktober 1913 eine Zeitungsanzeige verbreiten, in der er Thomas Mann als Nestbeschmutzer bezeichnete und sich von seinem Neffen distanzierte. Später jedoch genoss er es wohl, auf diese Weise „berühmt“ geworden und wieder zu etwas Geld gekommen zu sein.